# Vimperk
Vimperk (în germană Winterberg) este un oraș cu o populație de 7.185 locuitori (în 2021), situat în districtul Okres Prachatice, regiunea Boemia de Sud, Republica Cehă.